# NGC 2089
NGC 2089 (również PGC 17860) – galaktyka eliptyczna (E/SB0), znajdująca się w gwiazdozbiorze Zająca. Odkrył ją William Herschel 6 lutego 1785 roku.